# Matteo Gazzini

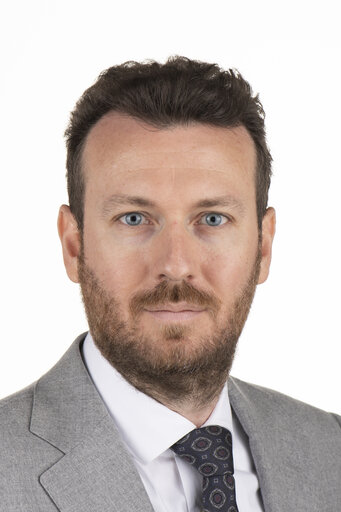
Matteo Gazzini

Matteo Gazzini (* 9. Juli 1985 in Bozen) ist ein italienischer Politiker aus Südtirol.

## Biographie
Gazzini wuchs in Leifers auf und zog 2011 für mehrere Jahre in die USA, wo er in Vero Beach und Syracuse lebte.
Bei den italienischen Parlamentswahlen 2018 kandidierte er für die Liste Salvini Berlusconi Meloni im Auslandswahlkreis America settentrionale e centrale („Nord- und Mittelamerika“) der Abgeordnetenkammer, konnte jedoch kein Mandat erringen. Bei der Europawahl 2019 bewarb er sich für die Lega Nord im Wahlkreis Italia nord-orientale („Nord-Ost-Italien“) um einen Sitz im Europäischen Parlament, verblieb jedoch vorerst als erster Nicht-Gewählter. 2022 konnte er jedoch für Marco Dreosto, der bei den Parlamentswahlen 2022 in den italienischen Senat gewählt worden war, ins Europäische Parlament nachrücken. Dort war er bis Ende 2023, wie die anderen Lega-Parlamentarier, Mitglied der Fraktion Identität und Demokratie. 2023 entschloss er sich zum Austritt aus der Lega Nord und wechselte in der Folge zur Partei Forza Italia, als deren Mitglied er 2024 Teil der Fraktion der Europäischen Volkspartei (Christdemokraten) wurde. Bei der Europawahl 2024 verpasste er die Wiederwahl.